# 雨池公園 (名古屋市)
雨池公園（あまいけこうえん）は愛知県名古屋市守山区御膳洞にある学校公園である。
1988年（昭和63年）3月28日に完成した名古屋市設置による 1000 ヶ所目の公園。2018年（平成30年）4月4日、雨池公園桜まつりにて、30年前（1988年（昭和63年）3月）に埋めたタイムカプセルの展示を行った。

## 概要
名古屋市立大森北小学校の南東側に隣接する、公園と小学校との境目がないのが特徴的なゾーンと、南西側にある名古屋市役所環境局守山環境事業所との間にある雨池のゾーンとの2つに、道路によって分けられている。
南東側ゾーンの遊具は乳幼児から小学生低学年向けとなっていて、雨池のゾーンの池は、釣った魚は持ち帰れない（キャッチ&リリース）ものの、魚釣りが許可されている。池の周りは1周700mのウォーキングコースとなっており、桜の季節にはみごとな眺めとなり、普段でも野鳥の飛来が観察できる。
2010年（平成22年）11月6日、約40年ぶりに池干しが行われ、ブラックバスやブルーギル等の外来魚が駆除された。この時の状況観察では、水深は最も深いところで約50cm、池底は1mほどの泥が堆積していることが確認されている。

## 施設・設備
ウォーキングコース・ターザンロープ・4連滑り台・ブランコ・鉄棒・コンビネーション遊具・噴水・魚釣り場・トイレ

## 所在地
- 〒463-0029：愛知県名古屋市守山区御膳洞

## アクセス
- 名鉄瀬戸線 印場駅から徒歩で約15分。
- 名鉄瀬戸線 大森・金城学院前駅から徒歩で約15分。